# جائزة أستراليا الكبرى 1960
جائزة أستراليا الكبرى 1960 هو سباق فورمولا 1 أقيم بتاريخ 12 يونيو 1960 في كوينزلاند.